# ロバート・E・パーク
ロバート・エズラ・パーク（英語: Robert Ezra Park、1864年2月14日 - 1944年2月7日）は、アメリカ合衆国の都市社会学者で、社会学におけるシカゴ学派の基礎を築いた主要人物の一人。

## 生涯

### 生い立ち
1864年、ペンシルベニア州ハーベイビル(Harveyville)で生まれた。生後まもなく一家はミネソタ州レッドウィング(Red Wing)に引っ越し、18歳までレッドウィングで育った。1882年に高校を卒業。大学に進学したいという考えはあったが、父の反対もあり、卒業後は家を出て鉄道関連の仕事で働いた。

### ジャーナリストから学界へ
文章を書くのが好きで、社会問題、特に都市における人種問題へ関心があったため、ジャーナリストとなった。1887年にミネアポリスで記者としてキャリアをスタートさせた。1887年から1898年まで、デトロイト、デンバー、ニューヨーク、シカゴ、ミネアポリスでジャーナリストとして活動。1894年、クララ・ケイヒルと結婚。
その一方で、ミネソタ大学に入学して学んだ。その後、文献学にテーマを移してミシガン大学に学び、カルビン・トーマスの影響を受けた。また、第2学年でプラグマティズムの哲学者・ジョン・デューイの論理学の講義を受けて大きな影響を受けた。1887年にミシガン大学を卒業し、ハーバード大学に進学。大学では心理学と哲学を学び、ここでも優れたプラグマティズムの哲学者ウィリアム・ジェームズの教えを受け、1899年に修士号(MA)を取得した。
ドイツ留学
その後、パークはドイツへ渡り、1899年から1903年にかけて、ベルリン、ストラスブルク（現在のフランス領ストラスブール）、ハイデルベルクで学んだ。1899年から1900年までベルリンでゲオルク・ジンメルに師事し、哲学と社会学を修めた。1900年には1学期をストラスブール大学で過ごした。その後はハイデルベルク大学に移ってヴィルヘルム・ヴィンデルバントとアルフレート・ヘットナーの指導を受け、1903年に哲学の博士号を取得した。博士論文の主査は哲学者ヴィルヘルム・ヴィンデルバントと地理学者アルフレート・ヘットナーで、論文の標題は「Masse und Publikum. Eine methodologische und soziologische Untersuchung（大衆と公衆：方法論的、社会学的検討）」であった。

### 社会学研究者として
1903年に帰国したパークは、1904年から1905年にかけての短期間、ハーバード大学で哲学の助手となった。ハーバード大学にいたパークは、高名な黒人教育者ブッカー・T・ワシントンからアラバマ州タスキーギの Tuskegee Institute（後の Tuskegee University）に招かれ、米国南部の人種問題に取り組んだ。
その後、1914年にシカゴ大学の社会学部に加わり、1936年に退職するまでここに留まった。さらにパークはテネシー州ナッシュビルの黒人大学フィスク大学(Fisk University)に移り、最晩年までここで教鞭を執り続けた。パークは生前から学界の内外で著名な人物であった。1925年以降には、アメリカ社会学会(American Sociological Association)や、シカゴ都市連盟(Chicago Urban League)などの会長を務め、米国社会科学研究評議会(Social Science Research Council)の会員となった。
1944年、テネシー州ナッシュビルにおいて79歳で没した。

## 研究内容・業績
パークは、アメリカ合衆国において移民との関わりから発展した同化の理論に、大きな影響を与えた。パークは、「人種関係サイクル」と名付けた4つの段階を、移民集団がたどっていくと論じた。第1段階の「接触」、続いて第2段階の「競争」を経て、第3段階で各集団は相互の存在に「適応」し、最終的にそれが維持できなくなると移民集団は「同化」していくというのである。「パークはおそらく、人種関係や文化接触について、近代の社会科学者の誰よりも多くの着想を提起したと言えるだろう。」
さらに重要なのは、パーク自身がこの4段階説を、移民だけでなく、あらゆる動態的な社会過程に適用できると考えていた、という点である。

## 影響

### シカゴ学派が与えた影響
パークがシカゴ大学で教鞭を執った時期に、社会学部はシカゴという都市を一種の実験室として扱い始めた。パークの業績は、シカゴ大学の同僚だったアーネスト・バージェス、ホーマー・ホイト(Homer Hoyt)、ルイス・ワースたちの業績とともに、都市社会学のひとつのアプローチとして発展し、シカゴ学派と呼ばれるようになった。「私はおもに3つの分野、すなわち、集団態度、人類生態学、人種関係論の分野における探検者であった。」
「シカゴ大学において、アメリカ社会学は方法論よりも人々に関わるようなり、ロバート・エズラ・パークは境界的人格という着想を展開させた (Park & Burgess, 1921)。パークは、原始的社会において人々を結びつける紐帯となる忠誠心は、彼らが社会に対して感じていた恐怖心や憎悪の度合いと、正比例すると考えた。この概念は、エスノセントリズム（自民族中心主義）と内部集団/外部集団の性質の理論へと展開した。集団の連帯の強さは、集団外に向けられた敵意の度合いと相関する。」Billie Davis, Marginality in a Pluralistic Society
パークが「生態学」という用語を社会学に持ち込んだのは、生態学の基礎を築いたひとりである植物学者オイゲン・ワルミング(Eugen Warming)からインスピレーションを得てのことだったが、それだけでなく、第一次世界大戦前から人類生態学の最初の構想を展開していたジョン・ポール・グードのような地理学者にも影響を受けていた。

## 論文・著作
- 1903: Masse und Publikum. Eine methodologische und soziologische Untersuchung (Ph.D. thesis) publ. Berlin: Lack & Grunau, 1904
- 1912: The Man Farthest Down: a Record of Observation and Study in Europe withBooker T Washington, New York: Doubleday
- 1921: Introduction to the Science of Sociology (with Ernest Burgess) Chicago: University of Chicago Press
- 1921: Old World Traits Transplanted: the Early Sociology of Culture with Herbert A Miller, & Kenneth Thompson, New York: Harper & Brothers
- 1922: The Immigrant Press and Its Control New York: Harper & Brothers
- 1925: The City: Suggestions for the Study of Human Nature in the Urban Environment (with R. D. McKenzie & Ernest Burgess) Chicago: University of Chicago Press
- 1928: Human Migration and the Marginal Man, American Journal of Sociology 33: 881-893
- 1932: The University and the Community of Races Hawaii: University of Hawaii Press
- 1932: The Pilgrims of Russian-Town The Community of Spiritual Christian Jumpers in America, by Pauline V. Young Ph.D. with an Introduction by Robert E. Park, Chicago: University of Chicago Press
- 1937: Cultural Conflict and the Marginal Man. in Everett V Stonequist, The Marginal Man, Park's Introduction, New York: Charles Scribner's Sons
- 1939: Race relations and the Race Problem; a Definition and an Analysis with Edgar Tristram Thompson, Durham, NC: Duke University Press
- 1940: Essays in Sociology with C W M Hart, and Talcott Parsons et al., Toronto: University of Toronto Press
- 1946: An Outline of the Principles of Sociology, with Samuel Smith, New York: Barnes & Noble, Inc
- 1950: Race and Culture, Glencoe Ill: The Free Press, ISBN 0-02-923780-7
- 1952: Human Communities: the City and Human Ecology Glencoe, Ill: The Free Press
- 1955: Societies, Glencoe Ill: The Free Press
- 1967: On Social Control and Collective Behavior, Chicago: University of Chicago Press, ISBN 1-135-54381-X
- 1969: Human Migration and the Marginal Man. in The Classic Essays on the Culture of Cities. Ed. Richard Sennett. New York: Appleton-Century-Crofts, 1969, pp. 131-142
- 1975: The Crowd and the Public and Other Essays, Heritage of Society